# Bouwfonds
Bouwfonds is een voormalig Nederlands semi-overheidsbedrijf. De organisatie heette tot 2005 N.V. Bouwfonds Nederlandse Gemeenten. Dit is veranderd, nadat in 2000 de verzelfstandiging van Bouwfonds in gang gezet werd, waarna in 2005 de laatste aandelen werden overgedragen aan ABN AMRO. Het financieringsdeel ging in 2006 verder als SNS Property Finance (nu Propertize). Sinds 2009 is Bouwfonds alleen nog een merk binnen de huidige N.V. Rabovastgoedgroep.
Terwijl het Bouwfonds oorspronkelijk ten dienste van de volkshuisvesting stond, werd het bedrijf geleidelijk steeds commerciëler. Vanaf 2007 kwam het uitgebreid in het nieuws door een grote fraudezaak die bekend kwam te staan als 'de vastgoedfraude' of Klimopzaak. Mislukte investeringen door het afgesplitste Property Finance droegen bij aan de ondergang van SNS Reaal.

## Opbouw onderneming
Alle Nederlandse gemeenten waren aandeelhouder en hadden net als bij de Bank Nederlandse Gemeenten een belangrijke stem in het concern. Tevens werkten de Bank Nederlandse Gemeenten en Bouwfonds Nederlandse Gemeenten veel samen op financieel gebied.
De gemeentebesturen hebben hun belang niet zo maar opgegeven, dit heeft jaren geduurd. Het startte in 1997, toen aandelen Bouwfonds mochten worden verhandeld. Toch wilden vele gemeenten er nog niet aan om hun aandelen te verkopen; men zocht naar een goede overnamekandidaat met voldoende vermogen. Dat werd uiteindelijk ABN AMRO.
Tegenwoordig is het Bouwfonds opgesplitst in een aantal delen, waarvan het grootste deel in bezit is van de Rabobank en valt onder de RABO Bouwfonds groep. Een ander deel werd overgenomen door SNS REAAL. Al eerder, begin 2006, waren Bouwfonds Hypotheken en de MNF bank overgegaan naar ABN AMRO.
Voor de splitsing bestond Bouwfonds uit de volgende onderdelen:
- Bouwfonds Property Development
- Bouwfonds Asset Management
- Bouwfonds MAB
- Bouwfonds Property Finance
- Bouwfonds Hypotheken
- Bouwfonds Fondsenbeheer
- Rijnlandse Bank
- MNF Bank
- Stater NV
- Bouwfonds Marginan

## Achtergrond

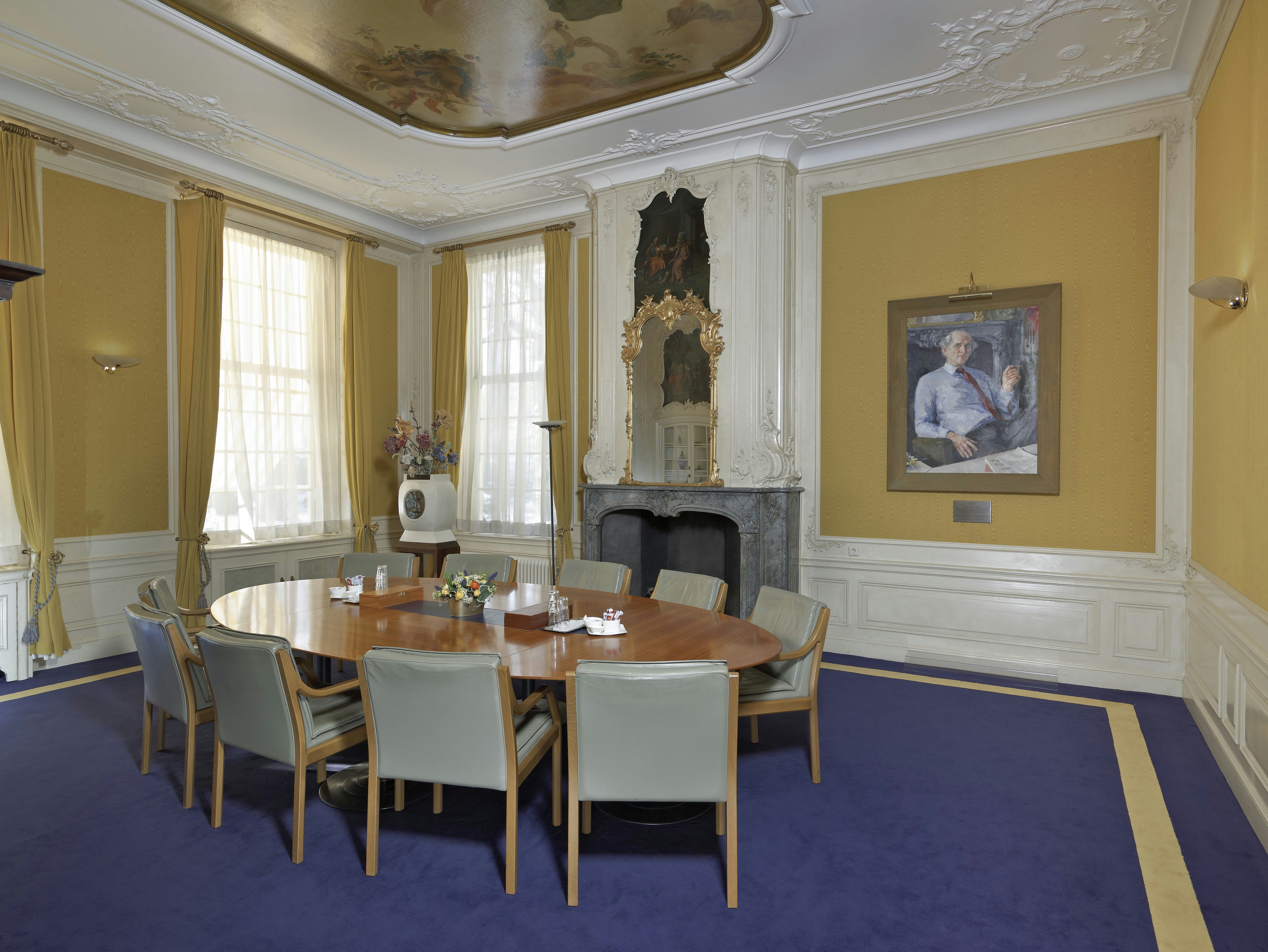
Kasteel Hoevelaken: Interieur, overzicht van de Wiersema kamer met aan de muur het portret van de grondlegger van het Bouwfonds

Na de Tweede Wereldoorlog heerste er in Nederland schaarste aan goedkope koopwoningen, hetgeen een van de redenen was om het Bouwfonds op te richten. Eerst in 1946 als Bouwkas Drenthe, waar de toenmalige Drentse gemeenten aandeelhouder van waren. In de loop der jaren groeide het aandelenbezit tot meer dan 500 gemeenten door heel Nederland. Daarom werd de naam in de loop van de jaren vijftig gewijzigd in Bouwfonds Nederlandse Gemeenten.
Het Bouwfonds heeft door heel Nederland betaalbare woningen gebouwd. Daarnaast kon het Bouwfonds gemakkelijk geld lenen en subsidies krijgen van de Bank Nederlandse Gemeenten en van het Rijk. Voornamelijk leende het ministerie van Volkshuisvesting en Ruimtelijke Ordening daarvoor geld.
In 1967 startte Bouwfonds ook een woningstichting namelijk ANWS, de Algemene Nederlandse Woningstichting. Dit was tot ver in de jaren negentig van de twintigste eeuw een organisatie die nauw was verweven met de Bouwfondsorganisatie. Mede door drastische veranderingen en reorganisaties is dat momenteel niet meer het geval. Bouwfonds was daarmee namelijk ook een belangrijke partij op het gebied van huurwoningen geworden, maar door de verzelfstandig van het Bouwfonds was een boedelscheiding noodzakelijk.
Het beleid was zo succesvol dat in de jaren zestig en zeventig van de twintigste eeuw het Bouwfonds sterk groeide en een nieuw hoofdkantoor in het centraal gelegen Hoevelaken bouwde. Tot 1963 stond het hoofdkantoor in de Javastraat in Assen. Het Bouwfonds kocht het landgoed Hoevelaken met daarbij Huize Hoevelaken, destijds in het bezit van de familie Van Aalst, ontworpen door architectenbureau Van Nieukerken uit Den Haag. Naast het landgoed bouwde het Bouwfonds het nieuwe hoofdkantoor. Dit witte gebouw ligt ten oosten van het kasteel en is meerdere malen uitgebreid.

## Vanaf de jaren tachtig
Vanaf eind jaren tachtig werd het Bouwfonds steeds zakelijker en minder semi-overheid. Dat kwam mede door de afbouw van Rijksregelingen in het kader van de Volkshuisvesting. Dit beleid werd na 1993 krachtig doorgezet door de toenmalige raad van bestuur van Bouwfonds Nederlandse Gemeenten. Het Bouwfonds ging zich meer op de commerciële projectontwikkeling richten in plaats van op de goedkope koopsector. Ook werd Bouwfonds Hypotheken een belangrijk onderdeel van het bedrijf.
De relatie met de aandeelhouders (de gemeenten) werd ook steeds zakelijker. De inmiddels 475 gemeenten wilden na lang aandringen wel hun belangen verkopen in Bouwfonds Nederlandse Gemeenten. Dit werd uiteindelijk op 26 augustus 1999 in het Amstel Hotel bekendgemaakt door Rijkman Groenink en Cees Hakstege en vanaf 1 januari 2000 in gang gezet. Het ABN AMRO concern nam geleidelijk alle aandelen over, waardoor Bouwfonds sinds 2005 een volledig commercieel bedrijf is geworden, los van de overheden. Deze overname vond plaats onder twijfelachtige omstandigheden, gelet op het hogere bod van ING. Door problemen bij ABN AMRO werd het 100% belang van deze bank snel in verkoop gezet.

## De afsplitsing in 2006
In 2006 is Bouwfonds Hypotheken (samen met MNF Bank) overgegaan in de ABN-AMRO-HypothekenGroep (AAHG). De resterende activiteiten werden verkocht. 
- Bouwfonds Asset Management, Bouwfonds Fondsenbeheer, Bouwfonds Property Development (ontwikkeling van woningen) en de overige onderdelen werden voor 845 miljoen euro verkocht aan Rabobank Nederland.[3]
- Bouwfonds Property Finance werd aan SNS Reaal verkocht voor 810 miljoen euro[4][5] en ging verder onder de naam SNS Property Finance. De verliezen bij deze divisie werden in 2013 verantwoordelijk gesteld voor de nationalisatie van de gehele bank. Klokkenluider Hetty van de Laar schreef een boek, De ondergang van SNS Bank,[6] over de frauduleuze ondergang[7] en werd vervolgens zelf door SNS beschuldigd van fraude.[8] Per 2014 werd Property Finance herdoopt in 'Propertize' en apart gezet van SNS Reaal. Het bedrijf moet in 10 jaar tegen de hoogst mogelijke opbrengst worden leegverkocht. Bij de start van Propertize is de waarde van het verleende krediet nog 4,8 miljard euro. De aandelen zijn tegelijkertijd voor 100% overgedragen aan het overheidsbedrijf NL Financial Investments (NLFI).[9] In september 2017 werd Propertize BV verkocht door NLFI aan een consortium van de Amerikaanse bank JP Morgan en investeringsmaatschappij Lone Star voor bijna 900 miljoen euro.[10]

## Klimopzaak, grootschalige vastgoedfraude
In de ochtend van donderdag 13 november 2007 werden door de FIOD op meer dan 50 locaties in Nederland, België en Zwitserland invallen gedaan in verband met de vastgoedfraude rondom Bouwfonds en Philips Pensioenfonds. Deze grote vastgoedfraude van naar schatting € 250 miljoen zou bekend worden onder de codenaam de 'Klimopzaak'. De zaak was onder de aandacht van FIOD/ECD gebracht door het analytisch vernuft van belastinginspecteur Sonja de Lange, die nauwgezet de geldstromen had gevolgd. De hoofdverdachte Jan van Vlijmen, eerder onderdirecteur van de Afdeling commercieel vastgoed bij Bouwfonds, werd ervan verdacht samen met zijn oom Nico Vijsma honderden miljoenen te hebben weggesluisd van Bouwfonds en Philips Pensioenfonds. Meerdere pensioenfondsdirecteuren werden ervan verdacht in ruil voor smeergeld vastgoed te hebben gekocht en verkocht tegen zeer ongunstige prijzen. Een van de eerste medeverdachte bedrijven, Willemsen Minderman Project Ontwikkeling BV., zou spookfacturen en veel te hoge facturen bij Bouwfonds hebben ingediend, om het geld daarna weer grotendeels door te moeten sluizen naar de verdachten. Deze vastgoedfraude wordt gezien als een van de meest omvangrijke zaken uit de Nederlandse geschiedenis. Bekende miljardairs zoals John Fentener van Vlissingen en Joop van den Ende verbraken net op tijd de relaties met sommige betrokkenen waarbij het onderzoek later uitwees dat er bij hen geen sprake was van enige intentie tot fraude.
Het Openbaar Ministerie heeft meer dan 40 personen en ruim 80 bedrijven als verdachten aangemerkt. Jan van Vlijmen heeft, los van de strafzaak, in 2010 een schikking getroffen met het OM. De hoofdverdachte en zijn vennootschappen betaalden € 70 miljoen aan het Philips Pensioenfonds en de rechtsopvolger van Bouwfonds, de Rabo Vastgoedgroep. Het OM ontving zelf € 5 miljoen als zijnde een boetebetaling. Vastgoedman Harry Hilders kocht wel zijn strafvervolging af bij het OM. Naast een taakstraf van 120 uur betaalde hij € 14,1 miljoen aan het OM. Philips Pensioenfonds ontving van hem € 25,5 miljoen schadevergoeding. Het was destijds de grootste schikking ooit in Nederland. De betrokken directeuren van Willemsen Minderman Project Ontwikkeling BV zijn bij de rechtbank veroordeeld tot 16 maanden celstraf. In hoger beroep bleef daar nog maar de helft van over. Tijdens het hoger beroep bij het gerechtshof kwam in oktober 2012 boven tafel dat zij Bouwfonds € 1,6 miljoen hadden betaald als schadevergoeding. Rechter Rino Verpalen kreeg na het voordragen van het gedicht van Hieronymus van Alphen een aantal wrakingsverzoeken tegen zich ingebracht. Het gedicht was het bekende kinderversje: Jantje zag eens pruimen hangen. Twee voormalig directeuren van Philips Pensioenfonds en een accountant kregen als enige nieuwe rechters toegewezen. De andere zaken mocht de rechter voortzetten. Op 27 januari 2012 werden alle elf verdachten veroordeeld tot straffen die varieerden van 40 uur werkstraf tot 4 jaar cel voor hoofdverdachte Jan van Vlijmen. De rechtbank te Haarlem maakte een voorlichtingsfilm voor het publiek. Ook makelaar en televisiepresentator Harry Mens was verdachte in deze zaak.
Het proces tegen Nico Vijsma werd wegens diens ziekte later gevoerd. De Autoriteit Financiële Markten (AFM) diende tegen de accountant van het Philips Pensioenfonds een klacht in bij de tuchtrechter. Deze registeraccountant van KPMG had bij de controle van het jaarverslag 2006 van het Philips Pensioenfonds steken laten vallen
Ook Harry Mens trof een schikking met het Openbaar Ministerie wegens het opmaken van een valse factuur. Hij betaalde een boete van 20.000 euro en zijn bedrijf, Mens Makelaardij, betaalde een boete van 80.000 euro. De onderneming zou een factuur van anderhalf miljoen euro hebben verzonden aan Bouwfonds voor werkzaamheden die niet waren verricht. De schikking bestond ook uit het betalen van 650.000 euro aan Rabo Vastgoedgroep, waar Bouwfonds onderdeel van is geworden. Als zeventiende verdachte moest notaris Jan Carel Kloeck van notariskantoor Kloeck Einarson zich op 20 november 2012 melden bij de Haarlemse rechtbank. Op 26 mei 2014 volgde een ontnemingsvergoeding van 500.000 euro. In 2013 was de notaris door de tuchtrechter al uit zijn ambt gezet.
Nico Vijsma werd na een eis van 5 jaar in november 2012 tot 2 jaar cel veroordeeld en overleed reeds hangende zijn hoger beroep op 1 januari 2014.
Op 12 december 2012 kwam ook Edwin de Roy van Zuydewijn voor de rechter inzake een fraudebedrag van 238.000 gulden. Op 13 augustus 2013 kreeg hij bij verstek een taakstraf van 100 uur, welk vonnis op 9 oktober 2014 door het gerechtshof werd vernietigd.
Op 21 december werden de projectontwikkelaars Dennis L. en Hans v. T. in eerste aanleg tot respectievelijk 3 en 2,5 jaar celstraf veroordeeld. Zij zijn tegen dat vonnis in Hoger Beroep gegaan. Tijdens de eerste zittingen in de zaak tegen v.T. bleken dozen met (ontlastend) bewijs door het OM/FIOD te zijn achter gehouden.
Notaris Jan Carel Kloeck kreeg 21 december 2012 een straf van 5 maanden cel. Op 23 oktober 2013 werd bekend dat Rabobank conservatoir beslag had gelegd op zijn woonhuis tot een bedrag van 21 miljoen euro. Rabobank eist ook nog € 33 miljoen van het bedrijf VolkerWessels.
Voormalig financieel directeur van Bouwfonds Olivier Lambert werd door de rechtbank veroordeeld tot 3 jaar gevangenisstraf. In Hoger Beroep bij het gerechtshof werd dat 5 jaar. Naast Rabo Bouwfonds en Philips Pensioenfonds die al € 107 miljoen van hem zouden eisen, stelde het OM een ontnemingsvordering in van ruim € 7 miljoen. De rechtbank te Haarlem wees op 23 juni 2015 deze eis van het OM toe. Op 30 juni 2014 werden twee ex-directeuren van de projectontwikkelaars Maapron Maarssen en Beverspoor veroordeeld tot 10 maanden cel. De rechtbank in Utrecht achtte bewezen dat ook Klaas Pentinga en Cees Groeneveld deelnamen aan de 'Klimopzaak'.
Als 22e en laatste verdachte werd op 15 september 2014 Harry Muermans gedagvaard. Het OM legde bij hem conservatoir beslag tot een bedrag van € 1,8 miljoen. In april 2015 kwam naar buiten dat het Philips Pensioenfonds € 6,4 miljoen van hem claimde en beslag had laten leggen op zijn onroerend goed. Zijn zaak kwam 6 november 2018 voor de rechter. Uitspraak in Hoger Beroep was op 22 oktober 2020, en deze resulteerde in een boete, een ontneming van 1,3 miljoen euro wederrechtelijk verkregen voordeel en een voorwaardelijke gevangenisstraf van 6 maanden.
Op 26 februari 2015 werd bekend dat er in totaal al voor € 168 miljoen was terugbetaald door verdachten.
Het gerechtshof te Amsterdam wees in hoger beroep arrest op 27 februari 2015 tegen de 12 hoofdverdachten. Jan van Vlijmen werd nu tot 7 jaar cel veroordeeld. Zijn oude baas bij Bouwfonds Cees Hakstege werd vrijgesproken van de beweerde deelname in 2 criminele organisaties.In het algemeen waren de uitgesproken straffen hoger dan bij de rechtbank te Haarlem. Hoofdverdachte Jan van Vlijmen stelde cassatieberoep in bij de Hoge Raad, wat bij arrest van 5 juli 2016 werd verworpen, waarmee zijn veroordeling definitief werd.
De veroordeelde Maapron directeuren Klaas P. en Cees G. behaalden op hun beurt een overwinning op twee forensische accountants van PwC. In hoger beroep gaf het College van Beroep voor het bedrijfsleven hun in maart 2015 een waarschuwing en een berisping. Het forensisch onderzoek was op hoofdpunten niet onafhankelijk.

## Boeken, theater en drama
- Het boek "De vastgoedfraude" van de auteurs Vasco van der Boon en Gerben van der Marel. ISBN 9046813193.
- In 2012 kwam het vervolg uit: "De ontknoping" van dezelfde auteurs.[59]
- Het toneelstuk "De verleiders: de casanova’s van de vastgoedfraude" was als eerste op 1 oktober 2012 te zien in het DeLaMar Theater. Dit toneelstuk was gebaseerd op het boek "De vastgoedfraude" van Boon en van der Marel.[60]
- De VPRO bracht in januari 2013 een vierdelige dramaserie op televisie, gebaseerd op de fraude bij Bouwfonds. Op basis van het boek "De vastgoedfraude" schreven de broers Roeland en Marc Linssen het scenario voor deze miniserie.[61] "De ontmaskering van de Vastgoedfraude".
- Het boek "De val van SNS Reaal" kwam uit in december 2013. Auteurs: Vasco van der Boon en 4 coauteurs, ISBN 978-90-468-1691-2[62]

## Voetnoot
1. ↑  Z24, 'Verkoop Bouwfonds doorgestoken kaart'. Z24.
2. ↑  Z24, Zalm keurde verkoop Bouwfonds aan ABN goed. Z24.
3. ↑  Architectenweb ABN Amro verkoopt Bouwfonds, 4 augustus 2006, geraadpleegd op 14 februari 2021
4. ↑  SNS Reaal neemt Bouwfonds Property Finance over. trouw.nl.
5. ↑  SNS REAAL tekent intentieverklaring met ABN AMRO voor aankoop van Bouwfonds Property Finance. snsreaal.nl (31 juli 2006).
6. ↑  'Aantijging rond SNS smaad en kullekoek'. Centrale Redactie (web).
7. ↑  10 vragen over SNS Reaal. telegraaf.nl.
8. ↑  SNS-bank dreigt klokkenluidster Hetty v/d Laar i.v.m. haar boek. Powervrouwen.
9. ↑  SNS Reaal draagt Property Finance over. RTLNieuws (30 december 2013). Gearchiveerd op 30 september 2022.
10. ↑  RTL Nieuws Staat verkoopt Propertize voor 900 miljoen, 31 juli 2017, geraadpleegd op 14 februari 2021
11. ↑  Verdeeld tussen een schade van 150 miljoen voor Philips pensioenfonds en 100 miljoen voor Bouwfonds
12. ↑  https://www.deondernemer.nl/entertainment/350885/De-vrouw-van-n-kwart-miljard.html
13. ↑  Vlijmen, Jan van. Mannen (m/v) met Witte Boorden.
14. ↑  Wessels, Pieper, Fentener van Vlissingen in Vastgoedfraude. Quote.
15. ↑  Schikking van 75 miljoen in vastgoedfraudezaak. Elsevier. Gearchiveerd op 25 oktober 2012.
16. ↑  Beurs.NL - Schikking 40 miljoen in vastgoedfraudezaak. beurs.nl. Gearchiveerd op 4 maart 2016. Geraadpleegd op 7 juni 2023.
17. ↑  Uitspraak grootste vastgoedfraudezaak ooit - vijf vragen en antwoorden. nrc.nl. Gearchiveerd op 24 december 2013. Geraadpleegd op 23 december 2013.
18. ↑  Vastgoedfraude Bouwfonds: twee faciliterende verdachten veroordeeld tot gevangenisstraf. rechtspraak.nl. Gearchiveerd op 13 juli 2015. Geraadpleegd op 7 juni 2023.
19. ↑  Philips Pensioenfonds: rechter gewraakt om pruimenversje, Brabants Dagblad, 21 maart 2011
20. ↑  ECLI:NL:RBHAA:2012:BV2194
21. ↑  https://www.rechtspraak.nl/Organisatie/Rechtbanken/Noord-Holland/Nieuws/Pages/Gevangenisstraffen-tot-4-jaar-in-vastgoedfraude-Klimop.aspx
22. ↑  https://www.youtube.com/watch?v=M3T8gHnamYQ Na 1.45 komen de playmobilpoppetjes
23. ↑  Rechtbank legt Klimopzaak uit met Playmobil. RTL Nieuws. Gearchiveerd op 24 september 2015. Geraadpleegd op 7 juni 2023.
24. ↑  Gevangenisstraffen tot 4 jaar in vastgoedfraude "Klimop"
25. ↑  Harry Mens betaalt forse boete voor 'valse factuur', RTL Nieuws, 29 mei 2012
26. ↑  Harry Mens treft schikking met OM, NOS.nl, 29 mei 2012
27. ↑  http://fd.nl/Print/krant/Pagina/Ondernemen/728908-1210/om-vervolgt-notaris-om-fraude-rond-bouwfonds_bron_fd_krant
28. ↑  Notaris vastgoedfraude moet tonnen betalen. telegraaf.nl.
29. ↑  Nico V. vindt 2 jaar celstraf wel leuk. RTL Nieuws.
30. ↑  Vastgoedfraudeur Nico Vijsma overleden. nujij.nl.
31. ↑  Edwin de Roy van Zuydewijn voor de rechter. ad.nl.
32. ↑  Straf geëist tegen de Roy van Zuydewijn. telegraaf.nl.
33. ↑  Taakstraf voor Edwin De Roy van Zuydewijn. telegraaf.nl.
34. ↑  ECLI:NL:GHAMS:2014:4124
35. ↑  ECLI:NL:RBHAA:2012:BY7053
36. ↑  Rechtbank Haarlem 21 december 2012, ECLI:NL:RBHAA:2012:BY7052.
37. ↑  Celstraffen tot 3 jaar voor vastgoedfraude. NU.
38. ↑  Twee jaar cel geëist tegen notaris vastgoedfraudeur Jan van Vlijmen. Quote.
39. ↑  ECLI:NL:RBHAA:2012:BY7075. rechtspraak.nl.
40. ↑  Notaris krijgt 5 maanden cel in Klimopzaak. Reformatorisch Dagblad (21 december 2012).
41. ↑  Rabobank legt beslag op huis Klimop-notaris. NU.
42. ↑  Dik Wessels moet €33 miljoen kiepen in vastgoedfraude. Quote.
43. ↑  http://www.vastgoedmarkt.nl/nieuws/2011/07/26/Miljoenenclaim-Rabobank-op-VolkerWessels-dochter
44. ↑  https://web.archive.org/web/20140514151559/http://www.vastgoedmarkt.nl/nieuws/2014/05/13/OM-eist-miljoen-van-ex-Bouwfonds-directeur
45. ↑  ECLI:NL:RBNHO:2015:5394
46. ↑  Olivier Lambert. Bouwfonds-controller moet miljoenenbuit terugbetalen (actuele link
47. ↑  10 maanden cel na deelname aan bouwfraude. volkskrant.nl.
48. ↑  van der Boon, Vasco, Gerben van der Marel (2010). De vastgoedfraude. Nieuw Amsterdam. ISBN 978-90-468-1319-5.
49. ↑  wijlimburg. wijlimburg (11 August 2014).
50. ↑  Philips Pensioenfonds eist miljoenen van vastgoedman
51. ↑  Na tien jaar alsnog strafproces tegen vastgoedtycoon Harry Muermans
52. ↑  Vastgoedtycoon begrijpt niets van zijn vervolging in fraudezaak Klimop
53. ↑  Vastgoedhandelaar Muermans hoeft niet de cel in
54. ↑  168 miljoen betaald na vastgoedfraude Klimop. NU.
55. ↑  Gerechtshof Amsterdam 27 februari 2015, 23-000684-12, ECLI:NL:GHAMS:2015:634.
56. ↑  Vastgoedfraude: hogere straffen voor meeste hoofdverdachten. nrc.nl.
57. ↑  ECLI:NL:HR:2016:1393
58. ↑  PwC bestraft in vastgoedfraude. telegraaf.nl.
59. ↑  De ontknoping. De vastgoedfraude voor de rechter. nieuwamsterdam.nl.
60. ↑  De vastgoedfraude op toneel, delamar.nl
61. ↑  VPRO-dramaserie over vastgoedfraude. Mediajournaal.nl. Gearchiveerd op 6 april 2016. Geraadpleegd op 7 juni 2023.
62. ↑  'SNS negeerde advies tegen overname Property Finance'. volkskrant.nl.